# Дун Чжуншу
Дун Чжуншу (кит. 董仲舒; 179 до н. э., Цзинсянь — 104 до н. э., Сиань) — конфуцианский философ

, который в качестве приближенного советника императора У-ди добился изгнания из правительства приверженцев конкурирующих идеологий и провозглашения конфуцианства господствующей доктриной Ханьской державы. Ему приписывается основание императорской школы для чиновников и введение первых экзаменов для занятия государственных должностей, которые позднее сложились в систему кэцзюй.

## Учение
В своём сочинении «Обильная роса летописи Чуньцю» Дун пытается примирить идеи конфуцианства с более древними учениями о пяти первоэлементах и с диалектикой инь и ян. Положения своего учения он применяет к анналам Чуньцю, которые в то время приписывались самому Кун-цзы. В центре его внимания оказывается проблема взаимоотношений человека и неба, посредником между которыми философ видит императора.
Император для Дун Чжуншу — посланник неба на земле. Задача правителя — поддерживать на земле гармонию светлого, положительного, мужского начала (ян) и тёмного, отрицательного, женского начала (инь). Когда он забывает о своих обязанностях либо исполняет их ненадлежащим образом, небо насылает на землю засухи и наводнения. Конфуцианские учёные осмысливают значение посылаемых небом знамений и исправляют заблуждения императора.
Как утверждает Иоахим Генц, представление о доминирующем положении Дун Чжуншу в интеллектуальной иерархии Хань могло быть продуктом биографии последнего в Хань шу, созданной Бань Гу (32—92) более ста лет после смерти Чжуншу.

## Источник
- Дун Чжуншу в Британской энциклопедии